# Barocktrumpet

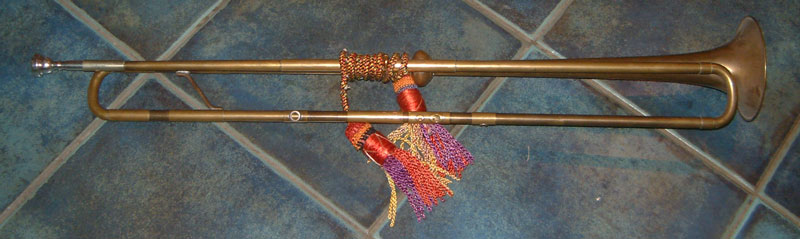
Reproduktion av barocktrumpet

Barocktrumpet var en lång trumpet utan ventiler.

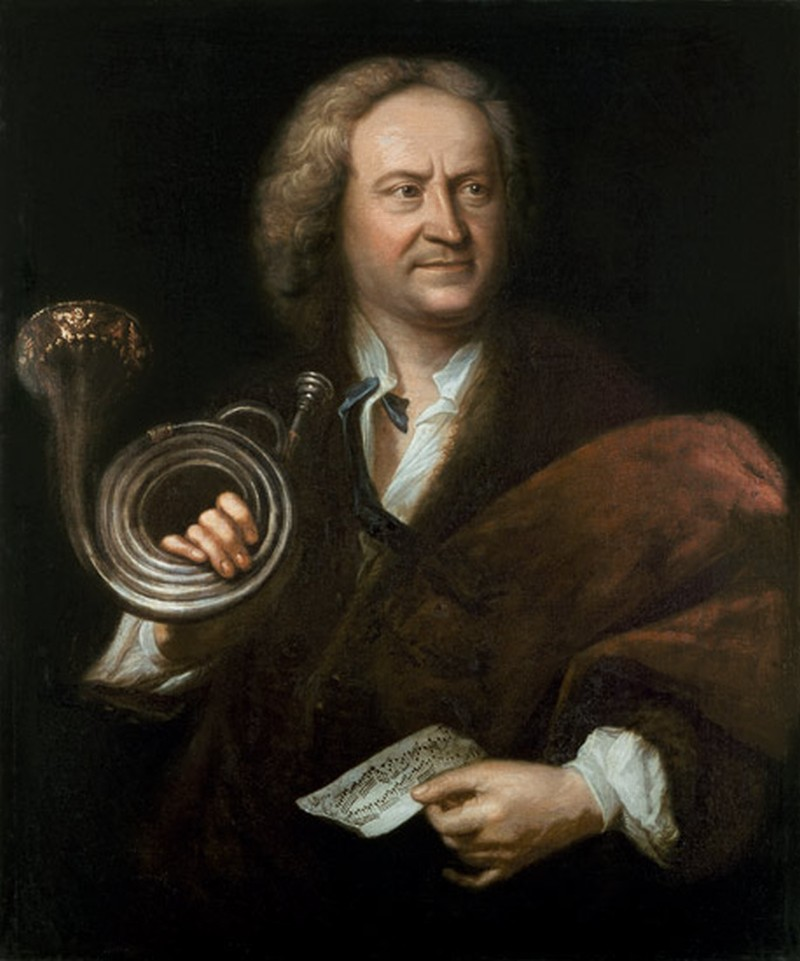
Gottfried Reiche med spiralformad trumpet

På barocktrumpeten kunde man bara spela en övertonserie. Genom att övertonerna kommer tätare ju högre upp i registret man spelar kan man få tillräckligt många toner för att skapa melodier om man håller sig i det allra högsta registret. Det var fysiskt mycket ansträngande att spela barocktrumpet. Musik skriven för barocktrumpet utförs idag oftast på en modern trumpet med ventiler.